# Calosphaeriales
Die Calosphaeriales sind eine Ordnung der Schlauchpilze.

## Merkmale
Die Calosphaeriales bilden im Substrat eingesenkte Perithecien als Fruchtkörper, die kugelig bis flaschenförmig sind. Das Zentrum der Perithecien besitzt ausdauernde, nur wenig verzweigte Hyphen, aus denen dann später die Schläuche gebildet werden. Die Zellen sind winzig, gebildet aus Haken in sympodialer Reihenfolge. Die Ostiolen, also die Öffnungen der Fruchtkörper, besitzen ausdauernde Periphysen, das heißt, sie haben fädige Filamente entlang der Öffnung. Die Schläuche sind oft in Büscheln oder in einer Schicht angeordnet. Sie sind einschichtig (unitunikat) mit einer auffällig verdickten Basis. Sie besitzen septierte Paraphysen, die breit an der Basis sind und zur Spitze hin sich verschmälern. Die Sporen sind durchscheinend und würstchenförmig (allantoid), länglich oder zylindrisch. Sie können septiert oder unseptiert sein. Ein Stroma ist nur selten vorhanden.

## Ökologie
Vertreter der Calosphaeriales leben saprob und semibiotroph auf Holz und Rinde.

## Systematik und Taxonomie
Die  Ordnung Calosphaeriales wurde 1983 von Margaret Elizabeth Barr erstbeschrieben. 
Folgende Familien und Gattungen gehören zu den Calosphaeriales:
- Calosphaeriaceae Munk
  - Calosphaeria mit 114 Arten
  - Flabellascus mit nur einer Art
  - Jattaea mit 27 Arten
  - Togniniella mit nur einer Art

- Pleurostomataceae Réblová, L. Mostert, W. Gams & Crous
  - Pleurostoma mit sieben Arten

- noch unsichere Stellung
  - Calosphaeriopsis mit nur einer Art
  - Enchnoa mit 21 Arten
  - Kacosphaeria mit nur einer Art

Hongsanan und Mitarbeiter zählen auch die Jobellisiaceae zur Ordnung, da diese nahe verwandt mit dem Pleurostomataceae sind.